# Adam Bradbury
Adam Bradbury (* 22. August 1991 in Stoke-on-Trent) ist ein englischer Volleyballspieler. Er spielt auf der Position Außenangriff.

## Erfolge Verein
Englischer Pokal:
- 2018

Englische Meisterschaft:
- 2018

Schwedische Meisterschaft:
- 2019